# P2P privado
Las redes de P2P Privado peer-to-peer (P2P)solo permiten que algunos computadores de confianza se conecten para compartir archivos. Esto se logra a través de un servidor central o hub para autentificar los clientes, en cuyo caso la funcionalidad es similar a un servidor privado FTP, pero cuyos archivos son transferidos directamente entre los clientes. Alternativamente, los usuarios pueden intercambiar passwords con sus amigos para crear una red descentralizada. Las redes privadas peer-to-peer pueden ser clasificadas como friend-to-friend (F2F) o ""Basado en grupo"". Las redes friend-to-friend solo permiten conexiones entre usuarios que se conocen. Las redes basadas en grupo permiten a cualquier usuario conectarse a otro, y no pueden crecer en tamaño sin comprometer la privacidad de sus usuarios. Algunos programas, como WASTE, pueden ser configurados para crear redes basado en grupo o F2F.

### Software
- Direct Connect - intercambio de archivos y Chat usando hubs privados.
- Infinit - Aplicación de intercambio de archivos con tecnología P2P y cifrado local automático.
- Groove - Grupo groupware basado en la tecnología P2P.
- Pichat - Chat basado en la tecnología P2P.
- PowerFolder - intercambio de archivos privado para Redes de área local.
- Turtle F2F - Mensajería instantánea e intercambio de archivos con solo conexiones privadas.
- WASTE - Software P2P usado en grupos de 10 a 50 usuarios.